# ポール・マニング
ポール・クリスティアン・マニング（Paul Christian Manning、1974年11月6日 - ）は、イングランド、サットン・コールドフィールド出身の元自転車競技選手。
長年に亘り、トラックレースの個人、団体の両追い抜き種目のスペシャリストとして第一線級の活躍を演じ、とりわけ、選手生活の晩年にあたる2007年、2008年シーズンは、エド・クランシー、ジェライント・トーマス、ブラッドリー・ウィギンスの3人と共に、北京オリンピック、世界自転車選手権の団体追い抜き種目で、世界記録を連発する圧倒的な強さを誇ったイギリスチームの不動のメンバーとしての存在感を示した。そして、北京オリンピックで金メダルを獲得したことを契機に現役を引退することになった。

## 主要実績

### オリンピック
2004 アテネ
2位…団体追抜
3位…個人追抜
2008 北京
1位…団体追抜

### 世界選手権自転車競技大会
2000 マンチェスター
2位…団体追抜
2001 アントウェルペン
2位…団体追抜
2003 シュトゥットガルト
2位…団体追抜
4位…個人追抜
2004 メルボルン
2位…団体追抜
2005 ロサンゼルス
1位…団体追抜
2006 ボルドー
2位…団体追抜
3位…個人追抜
2007 パルマ・デ・マヨルカ
1位…団体追抜
2008 マンチェスター
1位…団体追抜

### コモンウェルスゲームズ
2002 マンチェスター
2位…団体追抜
3位…個人追抜
2006 メルボルン
1位…個人追抜
1位…団体追抜